# Zhao Ziyang
En aquest nom xinès, el cognom és Zhao.
Zhao Ziyang (xinès (Xina): 赵紫阳)  (Hua County, 17 d'octubre de 1919 - Pequín, 17 de gener de 2005) fou un polític d'alt rang a la República Popular de la Xina. Va ser el tercer Premier de la República Popular de la Xina des de 1980 a 1987, Vicepresident del Partit Comunista de 1981 a 1982 i Secretari General del Partit Comunista de 1987 a 1989.
Com a funcionari sènior del govern, Zhao va ser crític amb les polítiques maoistes i partidari de les reformes cap al mercat lliure, primer a Sichuan, i després a tot el país. Emergí a la política nacional després de la Revolució Cultural, amb el suport de Deng Xiaoping. Zhao Ziyang també era partidari de la privatització de les empreses estatals, la separació entre el Partit i l'Estat i de l'Economia de Mercat. Molts dels seus punts de vista els compartia el Secretari General Hu Yaobang.
Les seves reformes econòmiques i la seva simpatia amb les Protestes de la plaça de Tian'anmen de 1989, el posaren en contra d'altres membres del Partit Comunista com el Premier Li Peng, l'antic President Li Xiannian i Chen Yun. Zhao també va perdre el favor de Deng Xiaoping. A conseqüència de les protestes d'estudiants Zhao va ser políicament purgat i posat en arrest domiciliari, acompanyat per la seva esposa, durant els següents 15 anys. Morí d'un atac de cor a Beijing, l'any 2005.